# Lies Aengenendt
Mechelina Agnes Elisabeth (Lies) Aengenendt (Nijmegen, 10 juli 1907 – Den Haag, 17 december 1988) was een Nederlandse sprintster. Zij vertegenwoordigde Nederland op de Olympische Spelen van Amsterdam in 1928 op de 100 m en de 4 x 100 m estafette.

## Loopbaan
Tijdens deze Olympische Spelen in eigen huis werd Lies Aengenendt op de 100 m als derde in haar serie uitgeschakeld. Op de 4 x 100 m behaalde zij met haar teamgenotes Rie Briejer, Nettie Grooss en Bets ter Horst in hun serie echter een tweede plaats, waarmee het viertal doordrong tot de finale. In deze finale werd het Nederlandse team vijfde in 49,8 s. De Canadese ploeg behaalde de gouden medaille in een wereldrecordtijd van 48,4.
Lies Aengenendt werd nooit Nederlands kampioene, maar nam in 1928 met 12,9 wel het nationale record op de 100 m over van Nettie Grooss, die in 1926 13,1 had laten noteren. Vervolgens was het de beurt aan Bets ter Horst, die in 1929 deze tijd weer verbeterde tot 12,7. Daarnaast maakte zij deel uit van het vrouwenteam op de 4 x 100 m estafette dat tijdens de interland tegen België in Maastricht in 1929 het allereerste nationale record vestigde. Samen met Bets ter Horst, Annie de Jong-Zondervan en Rie Briejer kwam zij daar tot een tijd van 51,4. Bijna twee jaar later bracht zij dit record samen met Bep du Mée, Cor Aalten en Tollien Schuurman terug tot 49,8. Dit hield een jaar stand. 

## Persoonlijk record
| Onderdeel | Prestatie      | Datum            | Plaats |
| --------- | -------------- | ---------------- | ------ |
| 100 m     | 12,9 s (ex-NR) | 26 augustus 1928 | Gouda  |